# Windisch-Graetz

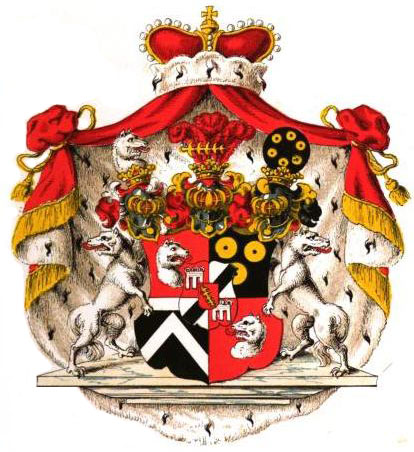
Blazonul princiar al familiei Windisch-Graetz

Familia Windisch-Graetz, ortografiată, de asemenea, Windisch-Grätz, este o familie aristocratică austriacă originară din orașul Windischgraz din Stiria de Jos (în prezent Slovenj Gradec, Slovenia). Membrii familiei aflați în slujba Casei de Habsburg au obținut rangurile de Freiherren în 1551, de conți imperiali în 1682 și de prinți ai Sfântului Imperiu Roman în anul 1804. 

## Istoric
Potrivit Almanahului din Gotha, familia a fost menționată pentru prima dată în 1242. Membrii ei au slujit temporar ca ministeriales ai patriarhilor de Aquileia. Un anume Conrad de Windischgracz (d. 1339) a acționat ca administrator al Casei de Habsburg în Ducatul Stiria începând din 1323. 
În 1574 familia a obținut privilegiul Inkolat în Boemia; mai târziu, cu toate acestea, mai mulți membri s-au convertit la protestantism și și-au pierdut moșiile în cursul Războiului de Treizeci de Ani. Diplomatul austriac contele Gottlieb de Windisch-Graetz (1630-1695) s-a convertit din nou la catolicism în 1682 și a fost ridicat în același an la rangul de Reichsgraf de către împăratul habsburgic Leopold I. În 1693, fiul său, Ernst Friedrich (1670-1727), a achiziționat Castelul Červená Lhota din sudul Boemiei, pe care urmașul său, Joseph Ludwig Nikolaus von Windisch-Graetz (1744-1802), a trebuit să-l vândă în 1755.
Contele Alfred Candidus Ferdinand zu Windisch-Graetz (1787-1862) a fost ridicat la rangul de Fürst (Prinț) în 1804. După ce Sfântul Imperiu Roman a fost desființat doi ani mai târziu, el și fratele său, Weriand, au fost ridicați amândoi la rangul de prinț al Imperiului Austriac în 1822, cu Alfred și succesorii săi fiind prima linie a prinților de Windisch-Graetz, iar Weriand și succesorii lui fiind cea de a doua linie.
Prințesa Michael de Kent din Marea Britanie este descendentă a acestei familii prin bunica sa maternă, în timp ce soțul ei, Prințul Michael de Kent, este văr primar al arhiducesei Sophie Franziska a Austriei, prințesă de Windisch-Graetz.

## Prinți de Windisch-Graetz

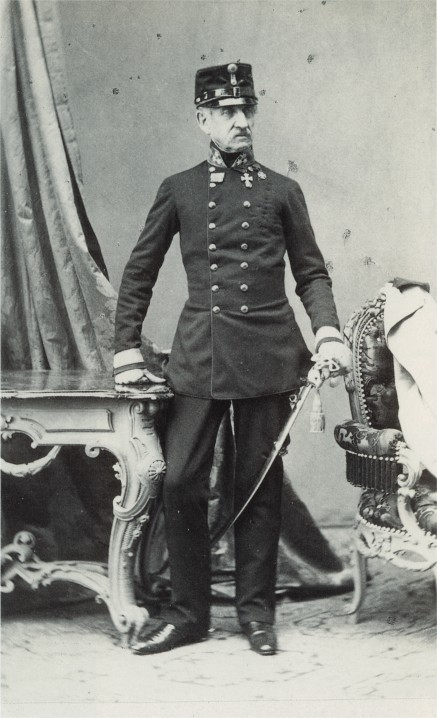
Alfred, Prinț de Windisch-Graetz

## Prinți de Windisch-Graetz[2]

### Linia veche
- Alfred, Conte 1802-1804, 1 Prinț 1804-1862 (1787-1862)
  - Alfred, al 2-lea Prinț 1862-1876 (1819-1876)
    - Alfred, al 3-lea Prinț 1876-1927 (1851-1927)

  - Prințul Ludwig (1830-1904)
    - Ludwig Aladar, al 4-lea Prinț 1927-1968 (1882-1968)
      - Prințul Alfred (n. 1939) - a renunțat la drepturile de succesiune
      - Anton, al 5-lea Prinț 1968–prezent (n. 1942)

  - Prințul Joseph (1832-1906)
    - Prințul Franz (1867-1947)
      - Prințul Otto (1913-2011)
        - Prințul Johann-Nepomuck (n. 1953)

### Linia nouă
- Weriand, 1 Prinț 1822-1867 (1790-1867)
  - Hugo, al 2-lea Prinț 1867-1904 (1823-1904)
    - Hugo, al 3-lea Prinț 1904-1920 (1854-1920)
      - Hugo, al 4-lea Prinț 1920-1959 (1887-1959)
        - Maximilian, al 5-lea Prinț 1959-1976 (1914-1976)
          - Mariano Hugo, al 6-lea Prinț 1976–prezent (n. 1955), căsătorit în 1990 cu arhiducesa Sophie Franziska a Austriei
            - Maximilian, Prinț ereditar de Windisch-Graetz (n. 1990)

          - Prințul Manfred (n. 1963)
            - Prințul Nicolò (n. 1997)
            - Prințul Brando (n. 2008)

    - Prințesa Marie (1856–1929)

## Membri notabili ai familiei
- Joseph Nicholas de Windisch-Graetz (1744-1802), șambelan al reginei Marie Antoinette
- Alfred de Windisch-Graetz (1787–1862), feldmareșal austriac
- Alfred al III-lea, Prinț de Windisch-Grätz (1851–1927), om politic austriac
- Prințesa Marie de Windisch-Graetz (1856–1929), căsătorită cu ducele Paul Frederic de Mecklenburg în 1881
- Prințul Otto Weriand de Windisch-Graetz (1873–1952), căsătorit cu arhiducesa Elisabeta Marie de Austria
- Prințesa Stephanie de Windisch-Graetz (1909–2005), fiica prințului Otto Weriand de Windisch-Graetz
- Stéphanie Windisch-Graetz (n. 1939), fiica prințului Franz Joseph de Windisch-Graetz (fiul prințului Otto Weriand)
- Mariano Hugo, Prinț de Windisch-Graetz (n. 1955), căsătorit cu arhiducesa Sophie Franziska a Austriei în 1990

## Stema
Stema familiei conține doi lupi pe fundal argintiu.

## Fostele posesiuni ale familiei în actuala Slovenia

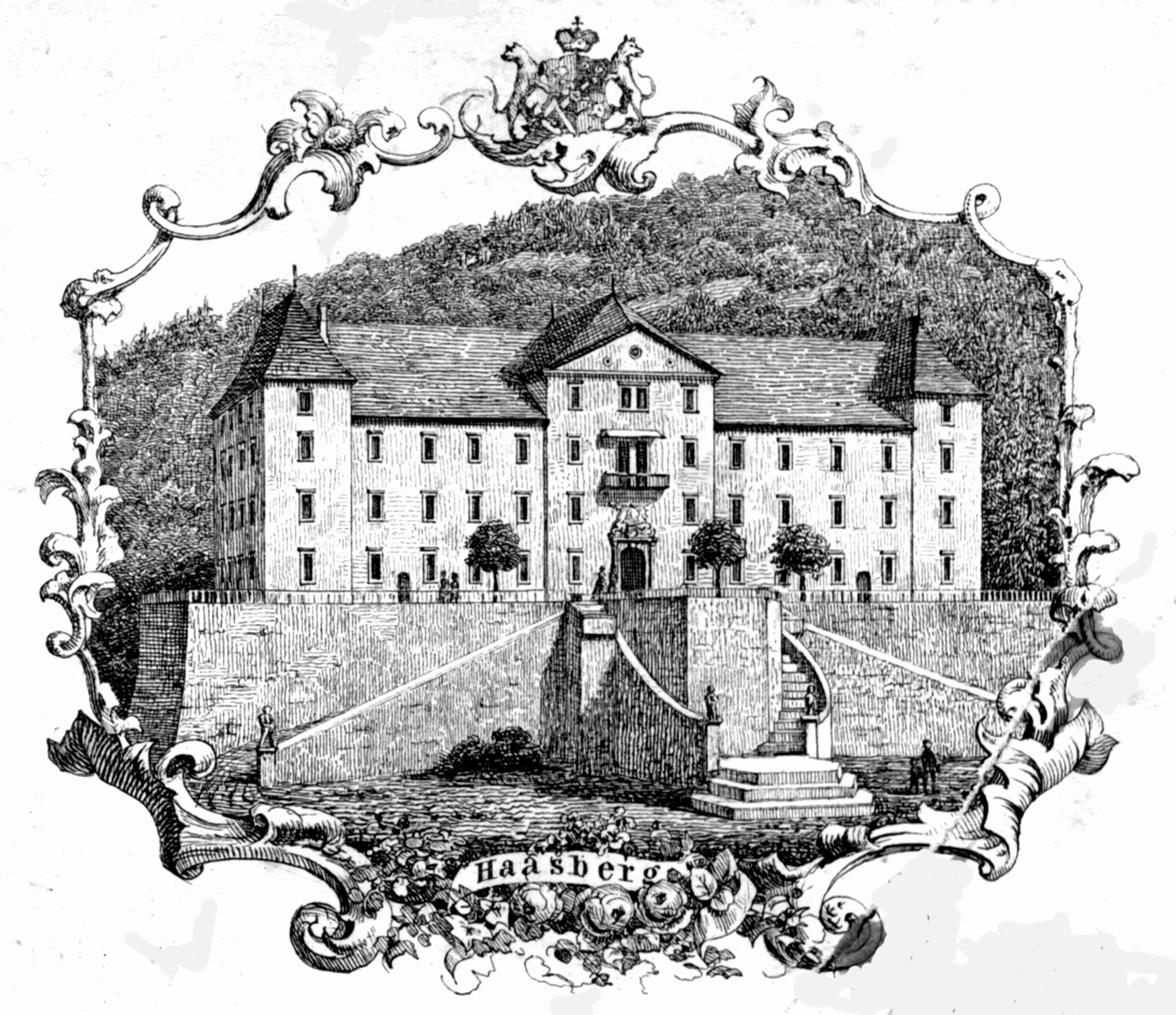
Haasberg, Planina (Castelul Hošperk)
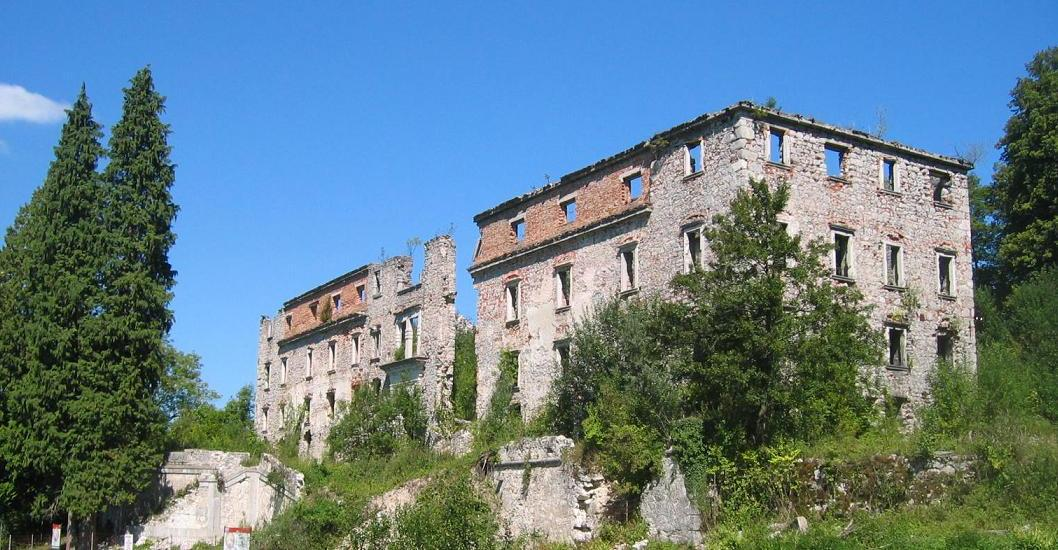
Haasberg, Planina (Castelul Hošperk)
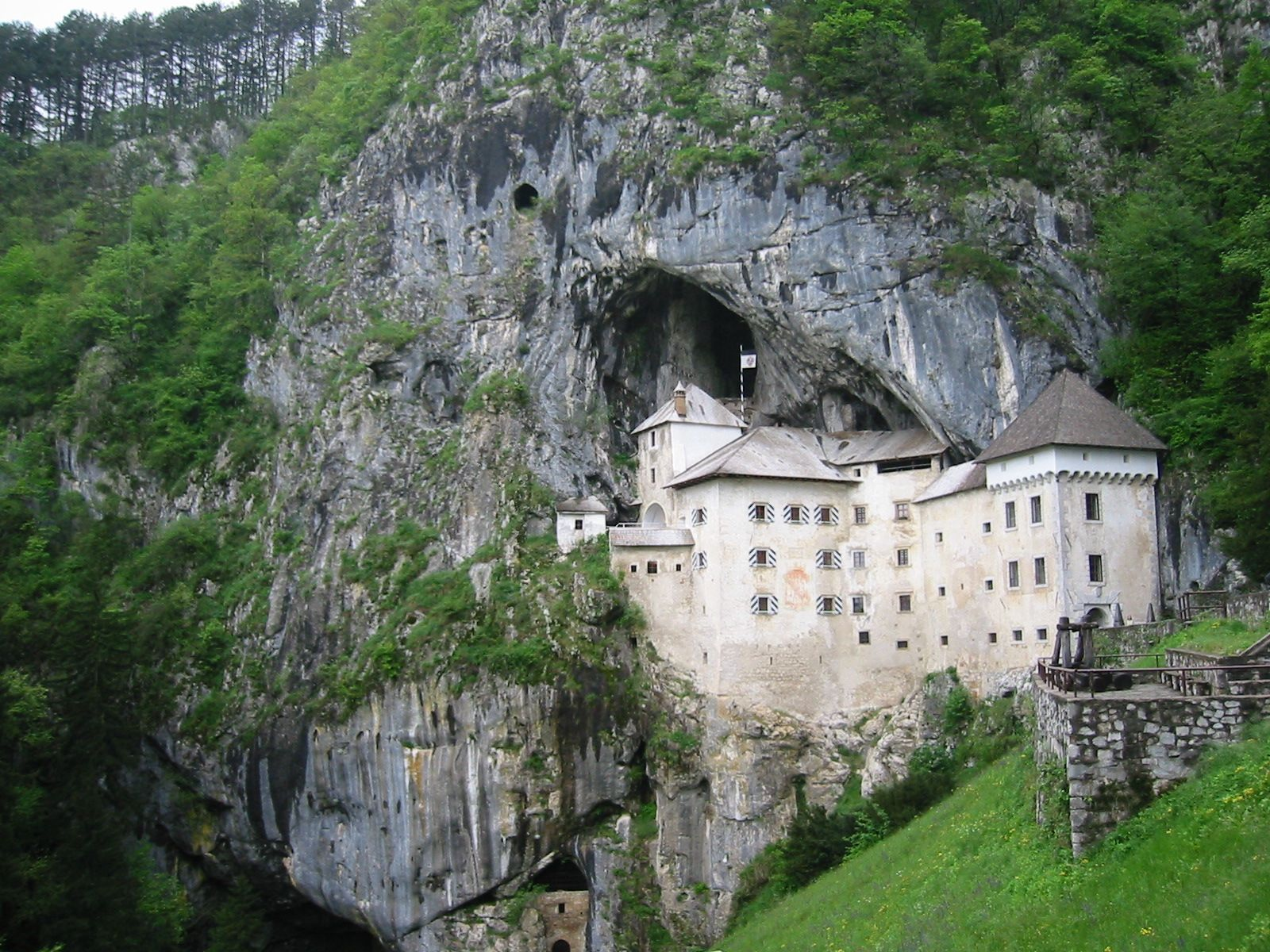
Luegg, Postojna (Castelul Predjama)
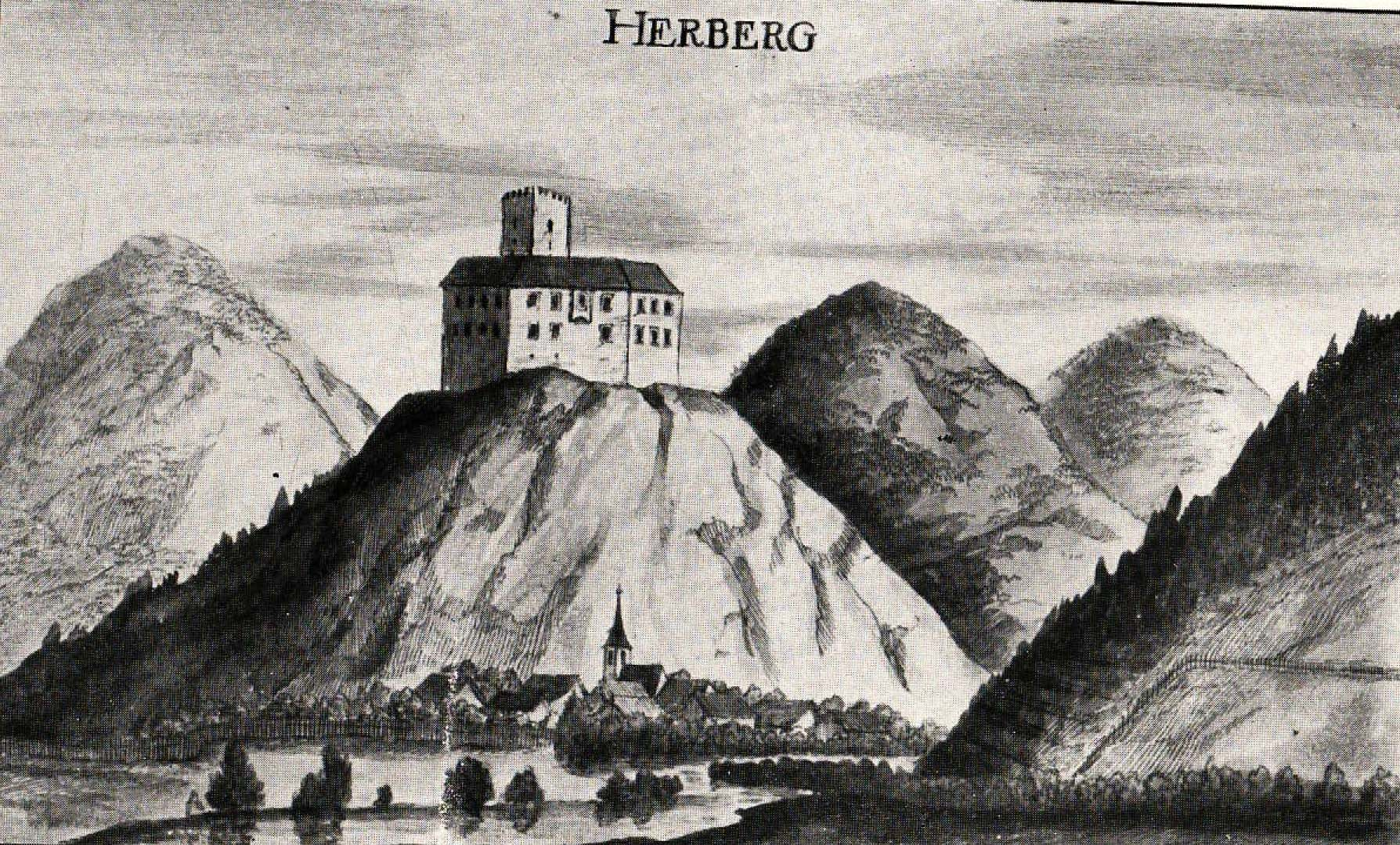
Herberg (Castelul Podsreda)
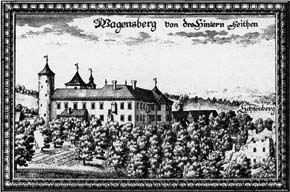
Wagensberg (Castelul Bogenšperk)
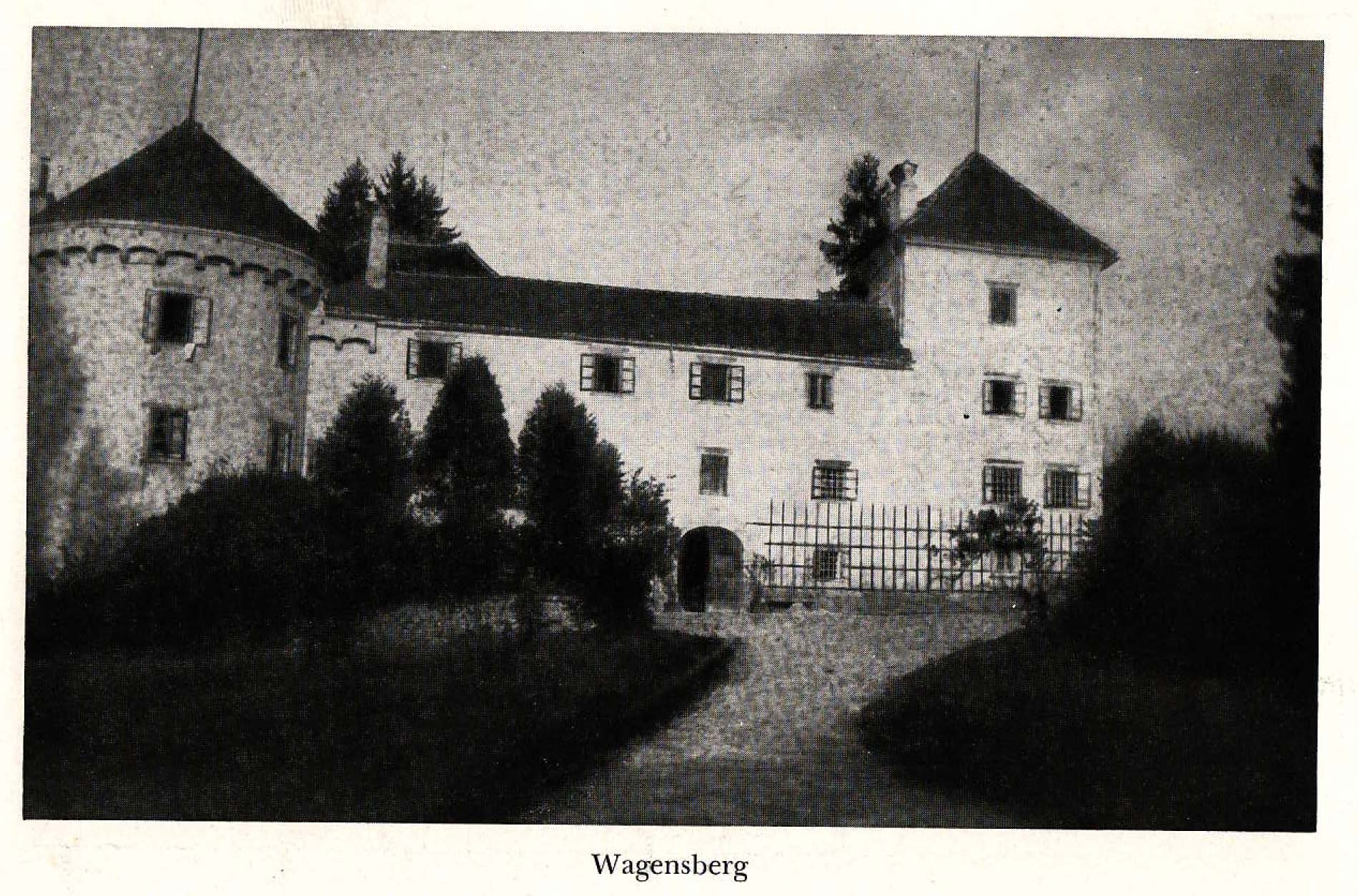
Wagensberg (Castelul Bogenšperk)
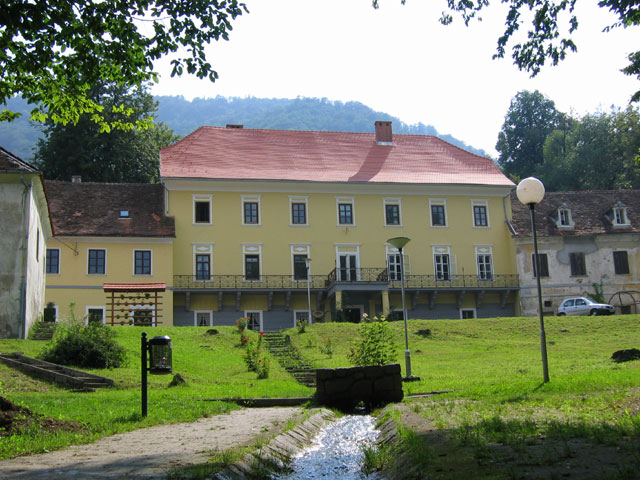
Slovenske Konjice (Conacul Trebnik)